# Liste der Pixar-Filme
Diese Liste enthält alle Filme der Pixar Animation Studios, einem auf Computeranimationen und CGI spezialisierten Unternehmen in Emeryville, Kalifornien. Bis zum Jahr 2024 hat Pixar 28 Spielfilme veröffentlicht, die alle von Walt Disney Studios Motion Pictures unter dem Walt-Disney-Pictures-Banner vertrieben wurden.
Filme, die mit einem ‡ versehen sind, wurden zuerst auf Disney's VoD-Plattform Disney+ veröffentlicht.

## Filme
| Titel                                     | US-Kinostart          | Regie                           | Drehbuch                                                                    | Story                                                                                                  | Produktion                            | Musik                       |
| Veröffentlichte Filme                     | Veröffentlichte Filme | Veröffentlichte Filme           | Veröffentlichte Filme                                                       | Veröffentlichte Filme                                                                                  | Veröffentlichte Filme                 | Veröffentlichte Filme       |
| ----------------------------------------- | --------------------- | ------------------------------- | --------------------------------------------------------------------------- | --- | ------------------------------------- | --------------------------- |
| Toy Story                                 | 22. November 1995     | John Lasseter                   | Joel Cohen, Alec Sokolow, Andrew Stanton & Joss Whedon                      | Pete Docter, Lasseter, Joe Ranft & Stanton                                                             | Bonnie Arnold & Ralph Guggenheim      | Randy Newman                |
| Das große Krabbeln                        | 25. November 1998     | John Lasseter a                 | Donald McEnery, Bob Shaw & Andrew Stanton                                   | Lasseter, Joe Ranft & Stanton                                                                          | Darla K. Anderson & Kevin Reher       | Randy Newman                |
| Toy Story 2                               | 24. November 1999     | John Lasseter b                 | Doug Chamberlin, Rita Hsiao, Andrew Stanton & Chris Webb                    | Ash Brannon, Pete Docter, Lasseter & Stanton                                                           | Karen Robert Jackson & Helene Plotkin | Randy Newman                |
| Die Monster AG                            | 2. November 2001      | Pete Docter c                   | Dan Gerson & Andrew Stanton                                                 | Jill Culton, Docter, Ralph Eggleston & Jeff Pidgeon                                                    | Darla K. Anderson                     | Randy Newman                |
| Findet Nemo                               | 30. Mai 2003          | Andrew Stanton d                | Bob Peterson, David Reynolds & Stanton                                      | Stanton                                                                                                | Graham Walters                        | Thomas Newman               |
| Die Unglaublichen – The Incredibles       | 5. November 2004      | Brad Bird                       | Brad Bird                                                                   | Brad Bird                                                                                              | John Walker                           | Michael Giacchino           |
| Cars                                      | 9. Juni 2006          | John Lasseter e                 | Dan Fogelman, Jorgen Klubien, Lasseter, Phil Lorin, Kiel Murray & Joe Ranft | Lasseter, Klubien & Ranft                                                                              | Darla K. Anderson                     | Randy Newman                |
| Ratatouille                               | 29. Juni 2007         | Brad Bird f                     | Brad Bird f                                                                 | Bird, Jim Capobianco & Jan Pinkava                                                                     | Brad Lewis                            | Michael Giacchino           |
| WALL·E – Der Letzte räumt die Erde auf    | 27. Juni 2008         | Andrew Stanton                  | Jim Reardon & Stanton                                                       | Pete Docter & Stanton                                                                                  | Jim Morris                            | Thomas Newman               |
| Oben                                      | 29. Mai 2009          | Pete Docter g                   | Docter & Bob Peterson                                                       | Docter, Tom McCarthy & Peterson                                                                        | Jonas Rivera                          | Michael Giacchino           |
| Toy Story 3                               | 18. Juni 2010         | Lee Unkrich                     | Michael Arndt                                                               | John Lasseter, Andrew Stanton & Unkrich                                                                | Darla K. Anderson                     | Randy Newman                |
| Cars 2                                    | 24. Juni 2011         | John Lasseter h                 | Ben Queen                                                                   | Dan Fogelman, Lasseter & Brad Lewis                                                                    | Denise Ream                           | Michael Giacchino           |
| Merida – Legende der Highlands            | 22. Juni 2012         | Mark Andrews & Brenda Chapman i | Andrews, Chapman, Irene Mecchi & Steve Purcell                              | Chapman                                                                                                | Katherine Sarafian                    | Patrick Doyle               |
| Die Monster Uni                           | 21. Juni 2013         | Dan Scanlon                     | Robert L. Baird, Dan Gerson & Scanlon                                       | Robert L. Baird, Dan Gerson & Scanlon                                                                  | Kori Rae                              | Randy Newman                |
| Alles steht Kopf                          | 19. Juni 2015         | Pete Docter j                   | Josh Cooley, Docter & Meg LeFauve                                           | Docter & Ronnie del Carmen                                                                             | Jonas Rivera                          | Michael Giacchino           |
| Arlo & Spot                               | 25. November 2015     | Peter Sohn                      | Meg LeFauve                                                                 | Sohn, Erik Benson, LeFauve, Kelsey Mann & Bob Peterson                                                 | Denise Ream                           | Jeff & Mychael Danna        |
| Findet Dorie                              | 17. Juni 2016         | Andrew Stanton k                | Stanton & Victoria Strouse                                                  | Stanton                                                                                                | Lindsey Collins                       | Thomas Newman               |
| Cars 3: Evolution                         | 16. Juni 2017         | Brian Fee                       | Kiel Murray, Bob Peterson & Mike Rich                                       | Fee, Eyal Podell, Ben Queen & Jonathon E. Stewart                                                      | Kevin Reher                           | Randy Newman                |
| Coco – Lebendiger als das Leben!          | 22. November 2017     | Lee Unkrich l                   | Matthew Aldrich & Adrian Molina                                             | Aldrich, Jason Katz, Molina & Unkrich                                                                  | Darla K. Anderson                     | Michael Giacchino           |
| Die Unglaublichen 2                       | 15. Juni 2018         | Brad Bird                       | Brad Bird                                                                   | Brad Bird                                                                                              | Nicole Paradis Grindle & John Walker  | Michael Giacchino           |
| A Toy Story: Alles hört auf kein Kommando | 21. Juni 2019         | Josh Cooley                     | Stephany Folsom & Andrew Stanton                                            | Cooley, Folsom, Martin Hynes, Rashida Jones, Valerie LaPointe, John Lasseter, Will McCormack & Stanton | Mark Nielsen & Jonas Rivera           | Randy Newman                |
| Onward: Keine halben Sachen               | 6. März 2020          | Dan Scanlon                     | Keith Bunin, Jason Headley & Scanlon                                        | Keith Bunin, Jason Headley & Scanlon                                                                   | Kori Rae                              | Jeff & Mychael Danna        |
| Soul ‡                                    | 25. Dezember 2020     | Pete Docter m                   | Docter, Tina Fey, Mike Jones & Kemp Powers                                  | Docter                                                                                                 | Dana Murray                           | Trent Reznor & Atticus Ross |
| Luca                                      | 18. Juni 2021         | Enrico Casarosa                 | Jesse Andrews & Mike Jones                                                  | Enrico Casarosa, Jesse Andre                                                                           | Andrea Warren                         | Don Romer                   |
| Rot ‡                                     | 11. März 2022         | Domee Shi                       | Domee Shi                                                                   | Sarah Streicher                                                                                        | Lindsey Collins                       | Ludwig Göransson            |
| Lightyear                                 | 17. Juni 2022         | Angus MacLane                   | Headley & MacLane                                                           | Matthew Aldrich, Jason Headley & MacLane                                                               | Galyn Susman                          | Michael Giacchino           |
| Elemental                                 | 16. Juni 2023         | Peter Sohn                      | Hoberg, Hsueh & Likkel                                                      | John Hoberg, Brenda Hsueh, Kat Likkel & Sohn                                                           | Denise Ream                           | Thomas Newman               |
| Alles steht Kopf 2                        | 14. Juni 2024         | Kelsey Mann                     | Meg LeFauve & Mann                                                          | Dave Holstein & LeFauve                                                                                | Mark Nielsen                          | Andrea Datzman              |
| Kommende Filme                            |                       |                                 |                                                                             | |                                       |                             |
| Elio                                      | 12. Juni 2025         | Adrian Molina                   | Adrian Molina                                                               | Adrian Molina                                                                                          | Mary Alice Drumm                      | N. N.                       |
| Hoppers                                   | 6. März 2026          | N. N.                           | N. N.                                                                       | N. N.                                                                                                  | N. N.                                 | N. N.                       |
| Toy Story 5                               | 19. Juni 2026         | Andrew Stanton                  | N. N.                                                                       | N. N.                                                                                                  | N. N.                                 | N. N.                       |

## Rezeption

### Einspielergebnisse
| Film                | Budget in US-Dollar | Einspielergebnisse in US-Dollar | Einspielergebnisse in US-Dollar | Einspielergebnisse in US-Dollar | Einspielergebnisse in US-Dollar | Quelle        |
| Film                | Budget in US-Dollar | USA und Kanada                  | D-A-CH-Raum                     | Weltweit                        | Weltweit kaufkraftbereinigt     | Quelle        |
| ------------------- | ------------------- | ------------------------------- | ------------------------------- | ------------------------------- | ------------------------------- | ------------- |
| Toy Story           | 30 Mio.             | 222,50 Mio.                     | 14,47 Mio.                      | 404,27 Mio.                     | 827,96 Mio.                     | [ 1 ] [ 2 ]   |
| Das große Krabbeln  | 120 Mio.            | 162,80 Mio.                     | Keine Angabe                    | 363,26 Mio.                     | 696,05 Mio.                     | [ 3 ]         |
| Toy Story 2         | 90 Mio.             | 245,85 Mio.                     | 12,97 Mio.                      | 497,37 Mio.                     | 932,44 Mio.                     | [ 4 ]         |
| Die Monster AG      | 115 Mio.            | 289,92 Mio.                     | 17,48 Mio.                      | 632,32 Mio.                     | 1.115,78 Mio.                   | [ 5 ]         |
| Findet Nemo         | 94 Mio.             | 339,71 Mio.                     | 64,69 Mio.                      | 871,01 Mio.                     | 1.478,50 Mio.                   | [ 6 ]         |
| Die Unglaublichen   | 92 Mio.             | 261,44 Mio.                     | 32,90 Mio.                      | 631,61 Mio.                     | 1.044,31 Mio.                   | [ 7 ]         |
| Cars                | 120 Mio.            | 244,08 Mio.                     | 20,71 Mio.                      | 461,98 Mio.                     | 715,72 Mio.                     | [ 8 ]         |
| Ratatouille         | 150 Mio.            | 206,45 Mio.                     | 67,33 Mio.                      | 623,73 Mio.                     | 939,56 Mio.                     | [ 9 ]         |
| WALL·E              | 180 Mio.            | 223,81 Mio.                     | 30,92 Mio.                      | 521,31 Mio.                     | 756,24 Mio.                     | [ 10 ]        |
| Oben                | 175 Mio.            | 293,00 Mio                      | 33,39 Mio.                      | 735,10 Mio.                     | 1.070,18 Mio.                   | [ 11 ]        |
| Toy Story 3         | 200 Mio.            | 415,00 Mio.                     | 19,37 Mio.                      | 1.066,97 Mio.                   | 1.528,27 Mio.                   | [ 12 ]        |
| Cars 2              | 200 Mio.            | 191,45 Mio.                     | 21,21 Mio.                      | 559,85 Mio.                     | 777,41 Mio.                     | [ 13 ]        |
| Merida              | 185 Mio.            | 237,28 Mio.                     | 15,90 Mio.                      | 538,98 Mio.                     | 733,21 Mio.                     | [ 14 ]        |
| Die Monster Uni     | 200 Mio.            | 268,49 Mio.                     | 15,78 Mio.                      | 743,56 Mio.                     | 996,91 Mio.                     | [ 15 ] [ 16 ] |
| Alles steht Kopf    | 175 Mio.            | 356,46 Mio.                     | 35,97 Mio.                      | 857,61 Mio.                     | 1.130,12 Mio.                   | [ 17 ]        |
| Arlo & Spot         | 188 Mio.            | 123,09 Mio.                     | 7,68 Mio.                       | 332,21 Mio.                     | 437,77 Mio.                     | [ 18 ] [ 19 ] |
| Findet Dorie        | 200 Mio.            | 486,30 Mio.                     | 45,00 Mio.                      | 1.028,57 Mio.                   | 1.338,52 Mio.                   | [ 20 ] [ 21 ] |
| Cars 3              | 175 Mio.            | 152,90 Mio.                     | 15,39 Mio.                      | 383,93 Mio.                     | 489,20 Mio.                     | [ 22 ] [ 23 ] |
| Coco                | 175 Mio.            | 209,73 Mio.                     | 16,39 Mio.                      | 807,08 Mio.                     | 1.028,38 Mio.                   | [ 24 ] [ 25 ] |
| Die Unglaublichen 2 | 200 Mio.            | 608,58 Mio.                     | 26,85 Mio.                      | 1.242,81 Mio.                   | 1.545,84 Mio.                   | [ 26 ] [ 27 ] |
| A Toy Story         | 200 Mio.            | 434,04 Mio.                     | 9,52 Mio.                       | 1.073,39 Mio.                   | 1.311,34 Mio.                   | [ 28 ]        |
| Onward              | 175–200 Mio.        | 61,56 Mio.                      | 4,07 Mio.                       | 134,86 Mio.                     | 162,74 Mio.                     | [ 29 ]        |

### Kritiken
| Film                | Rotten Tomatoes | Metacritic | CinemaScore | Critics' Choice |
| ------------------- | --------------- | ---------- | ----------- | --------------- |
| Toy Story           | 100 %           | 95/100     | A           | —               |
| Das große Krabbeln  | 92 %            | 77/100     | A           | —               |
| Toy Story 2         | 100 %           | 88/100     | A+          | 100/100         |
| Monster AG          | 96 %            | 79/100     | A+          | 92/100          |
| Findet Nemo         | 99 %            | 90/100     | A+          | 97/100          |
| Die Unglaublichen   | 97 %            | 90/100     | A+          | 88/100          |
| Cars                | 75 %            | 73/100     | A           | 89/100          |
| Ratatouille         | 96 %            | 96/100     | A           | 91/100          |
| WALL·E              | 95 %            | 95/100     | A           | 90/100          |
| Oben                | 98 %            | 88/100     | A+          | 95/100          |
| Toy Story 3         | 98 %            | 92/100     | A           | 97/100          |
| Cars 2              | 39 %            | 57/100     | A−          | 67/100          |
| Merida              | 78 %            | 69/100     | A           | 81/100          |
| Die Monster Uni     | 80 %            | 65/100     | A           | 79/100          |
| Alles steht Kopf    | 98 %            | 94/100     | A           | 93/100          |
| Arlo & Spot         | 76 %            | 66/100     | A           | 75/100          |
| Findet Dorie        | 94 %            | 77/100     | A           | 89/100          |
| Cars 3              | 70 %            | 59/100     | A           | 66/100          |
| Coco                | 97 %            | 81/100     | A           | 89/100          |
| Die Unglaublichen 2 | 93 %            | 80/100     | A           | 86/100          |
| Toy Story 4         | 97 %            | 84/100     | A           | 94/100          |
| Onward              | 88 %            | 61/100     | A−          | 79/100          |
| Soul                | 96 %            | 83/100     | N. N.       | 93/100          |

## Trivia
In der Serie Dash & Lily wird mehrmals Bezug auf den fiktiven Pixar-Film Collation: An Office Romance (deutsch: Sortierung: Eine Büroromanze) genommen.